# 侵入
| ウィキペディアには「侵入」という見出しの百科事典記事はありません（タイトルに「侵入」を含むページの一覧/「侵入」で始まるページの一覧）。 代わりにウィクショナリーのページ「侵入」が役に立つかもしれません。 |